# Then & Now
Then & Now es el primer álbum recopilatorio de la banda británica de rock progresivo Asia y fue publicado en 1990 por la discográfica Geffen Records. Las primeras cinco canciones y la última son de álbumes anteriores (Asia, Alpha y Astra), mientras que las canciones enlistadas del 6 al 9 fueron nuevos temas.
Then & Now se ubicó en la posición 114.º del Billboard 200  y en el 24.º lugar en las listas japonesas, además de que el álbum fue certificado disco de oro por la Recording Industry Association of America (RIAA) el 23 de julio de 1998.  La canción «Days Like This» fue escrita por Steve Jones, líder y formador de las bandas The Stepmothers y The Unforgiven y con coros interpretados por John Wetton, la canción se colocó en el 2.º puesto del Mainstream Rock Tracks estadounidense.

## Lista de canciones
| Then |                                |                            |          |  |
| N.º  | Título                         | Escritor(es)               | Duración |  |
| 1.   | «Only Time Will Tell»          | John Wetton / Geoff Downes | 4:46     |  |
| 2.   | «Heat of the Moment»           | Wetton / Downes            | 3:52     |  |
| 3.   | «Wildest Dreams»               | Wetton / Downes            | 5:10     |  |
| 4.   | «Don't Cry»                    | Wetton / Downes            | 3:40     |  |
| 5.   | «The Smile Has Left Your Eyes» | Wetton                     | 3:14     |  |

| Now |                                |                                      |          |  |
| N.º | Título                         | Escritor(es)                         | Duración |  |
| 6.  | «Days Like These»              | Steve Jones                          | 4:05     |  |
| 7.  | «Prayin' 4 a Miracle»          | Wetton / David Cassidy / Sue Shifrin | 4:22     |  |
| 8.  | «Am I in Love?»                | Wetton / Downes                      | 4:24     |  |
| 9.  | «Summer (Can't Last Too Long)» | Wetton / Downes                      | 4:16     |  |
| 10. | «Voice of America»             | Wetton / Downes                      | 4:18     |  |

## Formación

### Asia
- John Wetton — voz principal, bajo y coros
- Geoff Downes — teclado y coros
- Steve Howe — guitarra
- Carl Palmer — batería y percusiones

### Formación adicional
- Steve Lukather — guitarra (en la canción «Days Like These»)[5]
- Ron Komie — guitarra (en la canción «Prayin' 4 a Miracle»)[5]
- Mandy Meyer — guitarra (en las canciones «Am I in Love» y «Voice of America»)[5]
- Scott Gorham — guitarra (en la canción «Summer (Can't Last Too Long»)[5]

## Certificaciones
| País           | Asociación                                | Certificación | Unidades vendidas |
| -------------- | ----------------------------------------- | ------------- | ----------------- |
| Estados Unidos | Recording Industry Association of America | Oro           | 500 000           |